# 47040 Nathbrouillet
47040 Nathbrouillet è un asteroide della fascia principale. Scoperto nel 1998, presenta un'orbita caratterizzata da un semiasse maggiore pari a 3,2063213 au e da un'eccentricità di 0,1684668, inclinata di 2,84671° rispetto all'eclittica.